# Sahatwar
Sahatwar é uma cidade e uma nagar panchayat no distrito de Ballia, no estado indiano de Uttar Pradesh.

## Demografia
Segundo o censo de 2001, Sahatwar tinha uma população de 18,972 habitantes. Os indivíduos do sexo masculino constituem 52% da população e os do sexo feminino 48%. Sahatwar tem uma taxa de literacia de 51%, inferior à média nacional de 59.5%: a literacia no sexo masculino é de 61% e no sexo feminino é de 41%. Em Sahatwar, 17% da população está abaixo dos 6 anos de idade.